# Castell de Fregenal de la Sierra
El Castell de Fregenal de la Sierra és al centre de la població de Fregenal de la Sierra en la província de Badajoz).
És una fortalesa que degué servir, com l'anomenada Conventual a Mèrida, per a reconcentrar i mantenir les hosts que en casos determinats fossin necessaris fos distribuir entre els forts de la comarca. La construcció s'atribueix als Templers, a qui es va atorgar el lloc després de la presa de Sevilla el 1248 sabent-se que més tard l'utilitzarien els cavallers de l'Orde de Sant Jaume. És de planta poligonal irregular i posseeix set torres, sis d'elles quadrades i una pentagonal. Sobre l'arc apuntat de la porta apareix, esculpit en marbre, l'escut dels Templers.
Aquesta magnífica fortalesa data del segle xiii, es creu que el 1295 Sanç IV a Sevilla en va acabar la construcció; es conserva força bé constituint un dels monuments més importants d'Extremadura; però va estar enderrocat en part per realitzar diverses reformes urbanes. En la part que ocuparen les construccions interiors d'aquest castell, i la plaça d'armes, hi ha la plaça de braus.

## Església
L'església parroquial de Santa Maria és un annex d'aquesta fortalesa. Té una porta principal en estil gòtic primitiu del segle xiii, i és l'únic que es conserva de l'església originària; la portada del cantó de l'Epístola és del segle xvi. L'interior del temple és d'una nau, de tresa clàssica, del segle xvii, i els pilars de l'arc triomfal es troben adornats amb grotescs del segle xvi. El retaule major, de talla, data del segle xvii, i els altres són barrocs, de talla daurada, amb imatges del segle xvii, les de Santa Llúcia i Sant Bartomeu, i del segle xvi, la de Sant Llàtzer, aquesta última de talla policromada de gust italià, que recorda el de Donatello. La imatge de l'altar major, de la Verge de l'Assumpció, és una figura de talla policromada de gust barroc i de mida natural, molt ben resolta. Aquesta església posseeix a més un llenç de molt mèrit de la Divina Pastora; una arqueta de fusta, amb motllures de banús i xapes d'argent repujada, d'estil del Renaixement espanyol del segle xii; curioses figures del Naixement, del gènere pastoral de finals del segle xviii, una custòdia de plata daurada d'estil barroc.
L'església parroquial de Santa Catalina té un notable interior, que consta de tres naus, separada per arcades apuntades, del segle xv, semblant a alguns temples cordovesos i sevillans. Té quatre llampares de vidre de les quals una és adornada amb poms de raïm i fulles de colors, del segle xvii.
La parròquia de Santa Anna té la capella ogival del segle xvi; la  nau va ser reconstruïda al segle xviii i recoberta amb voltes de canó, i el retaule major és una obra important, d'estil plateresc, del segle xvi, que consta de sòcol i tres cossos i una altra de coronament del central, de bona talla, policromada i daurada; figuren en aquest riques composicions de relleu, mogudes i de moltes figures, i de catorze fornícules amb estàtues, nombroses imatges que decoren el sòcol i el tabernacle, adornat amb relleus. Els altres retaules són d'estil barroc i un és d'estil Lluís XV, i s'hi conserva un llenç amb de Sant Joaquim portant de la mà a la Verge, original del pintor Ignacio Estrada, que florí en el segle xviii, obra citada per Ceán Bermudez.
A més, hi ha, en altres altars, imatges de talla barroca del segle xviii, un curiós Naixement, de finals del segle xvii, que pertany al gènere d'escultures pintoresques i policromades, i a més, un estimable quadre de L'Ascensió de la Verge, d'escola castellana, que s'ubica sobre la porta de la sagristia. La pica baptismal, llaurada en granit, amb quatre escuts esculpits, data del segle xvi.